# メデーア
メデーア（伊: Medea）は、イタリア共和国フリウリ＝ヴェネツィア・ジュリア州ゴリツィア県にある、人口約1,000人の基礎自治体（コムーネ）。

## 名称
標準イタリア語以外の言語では以下の名を持つ。
- スロベニア語: Medeja
- フリウリ語: Migjee [5]
- フリウリ語ゴリツィア方言 (it) : Migjea [5]

## 地理

### 位置・広がり
ゴリツィア県北西部に所在するコムーネである。メデーアの集落は、モンファルコーネの北西約16km、県都ゴリツィアの西南西約16km、ウーディネの南東約23kmに位置し、州都トリエステからは北西約41kmの距離に位置する
。
コムーネは東西に長い領域を持つ。メデーアの本村はイウドリオ川の左岸（東岸）にあるが、西岸にもコムーネの領域が回廊状に伸びており、西端はトッレ川左岸（東岸）に達する。イウドリオ川の流路の一部は、メデーア本村の北西側でウーディネ県との県境となっており、川を隔てて約2kmの距離にキオブリス（キオプリス＝ヴィスコーネ）の集落がある。また、この川はメデーア本村の南西側でロマンス・ディゾンツォとの境界ともなっている。

#### 隣接コムーネ
隣接するコムーネは以下の通り。括弧内のUDはウーディネ県所属を示す。
- コルモンス - 北東
- マリアーノ・デル・フリウーリ - 東
- ロマンス・ディゾンツォ - 南
- サン・ヴィート・アル・トッレ (UD) - 西
- キオプリス＝ヴィスコーネ (UD) - 北西

### 地勢
地勢は平坦であるが、メデーア本村の北に丘陵（132m）がある。
コムーネの中央にはトッレ川の支流であるイウドリオ川 (it:Judrio) が流れており、西端にトッレ川本流 (it:Torre (fiume)) が流れる。

### 気候分類・地震分類
メデーアにおけるイタリアの気候分類 (it) および度日は、zona E, 2289 GGである。
また、イタリアの地震リスク階級 (it) では、zona 3 (sismicità bassa) に分類される。

### 主要な集落
メデーアの本村はイウドリオ川の左岸（東岸）にある。
コムーネの東北部にフォルナチ・カルチェ（Fornaci Calce）の集落があり、ボルニャノ（コルモンスの一地区）とも近い。コムーネの東部、SS305沿いにはポンテ・スル・ヴェルサ（Ponte Sul Versa）の集落がある。

## 歴史
1928年にコルモンスに編入されたが、1955年にふたたび独立のコムーネとなった。

## 社会

### 人口

#### 居住地区別人口
国立統計研究所（ISTAT）は居住地区（Località abitata）別の人口として以下を掲げている。統計は2001年時点。
| 地区名                  | 標高   | 人口 | 備考                             |
| ----------------------- | ------ | ---- | -------------------------------- |
| MEDEA                   | 25/131 | 937  |                                  |
| ATLETI AZZURRI D'ITALIA | 34     | 16   | コルモンスの Borgnano 地区に連続 |
| MEDEA *                 | 30     | 877  |                                  |
| PONTE SUL VERSA         | 35     | 9    |                                  |
| Fornaci Calce           | 34     | 23   |                                  |
| Case Sparse             | -      | 12   |                                  |

ISTATは人口統計上、家屋密度の高い centro abitato （居住の中心地区）、密度の低い nucleo abitato （居住の核となる地区）、まとまった居住地区を形成していない case sparse （散在家屋）の区分を用いている。上の表で地名がすべて大文字で示されているものが centro abitato である。「*」印が付されているのは、コムーネの役場・役所 la casa comunale の置かれている地区である。

## 文化・観光・施設
オーストリア領時代のフリウリ農村の面影を残す村で、17～18世紀に富豪たちが建てた屋敷が残る。
丘の上にある「すべての戦争犠牲者のためのモニュメント」（Monumento ai Caduti di tutte le guerre）は、1950年に建築家 Mario Baciocchi によって制作されたものである。

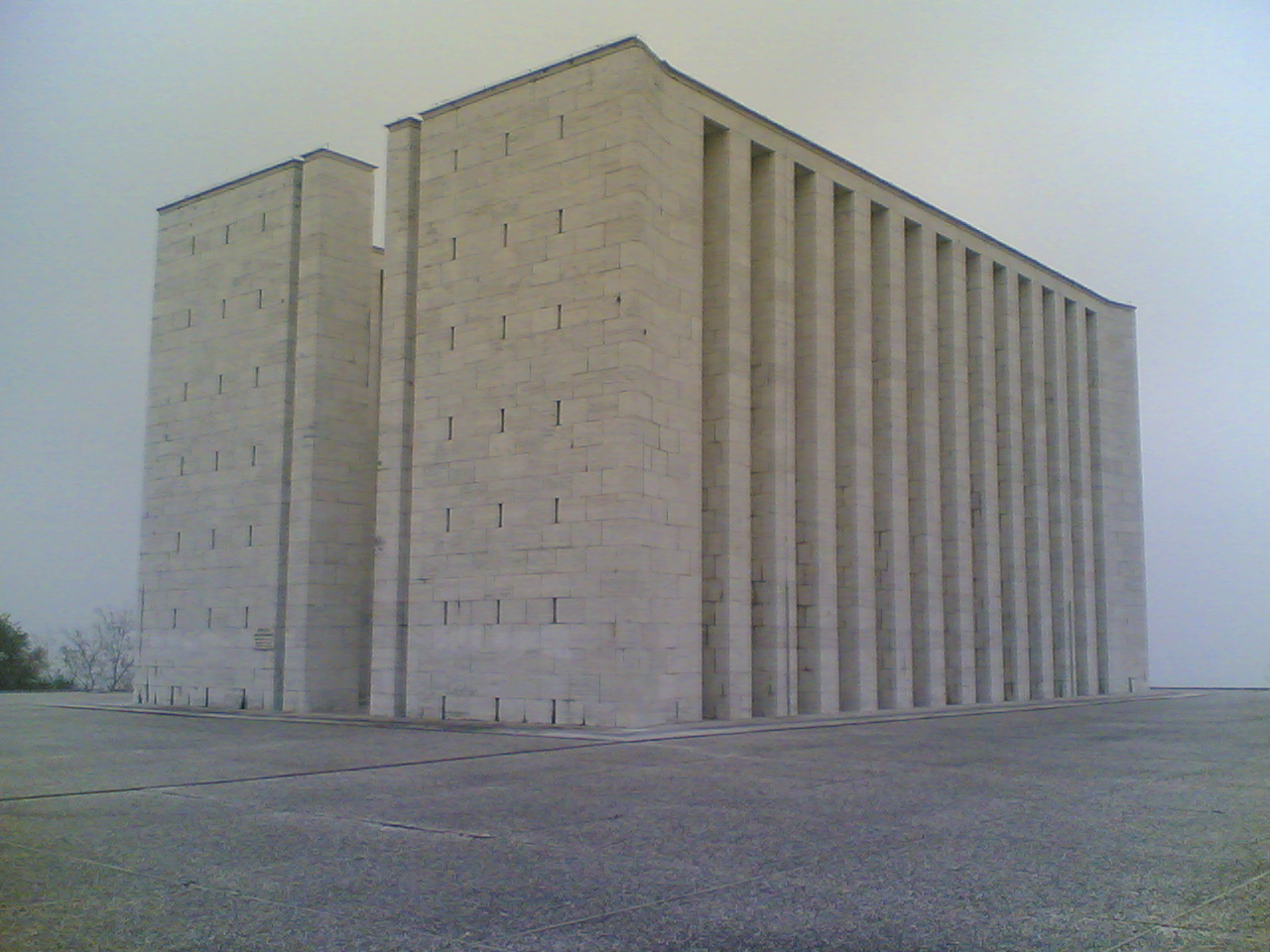
Monumento ai Caduti di tutte le guerre
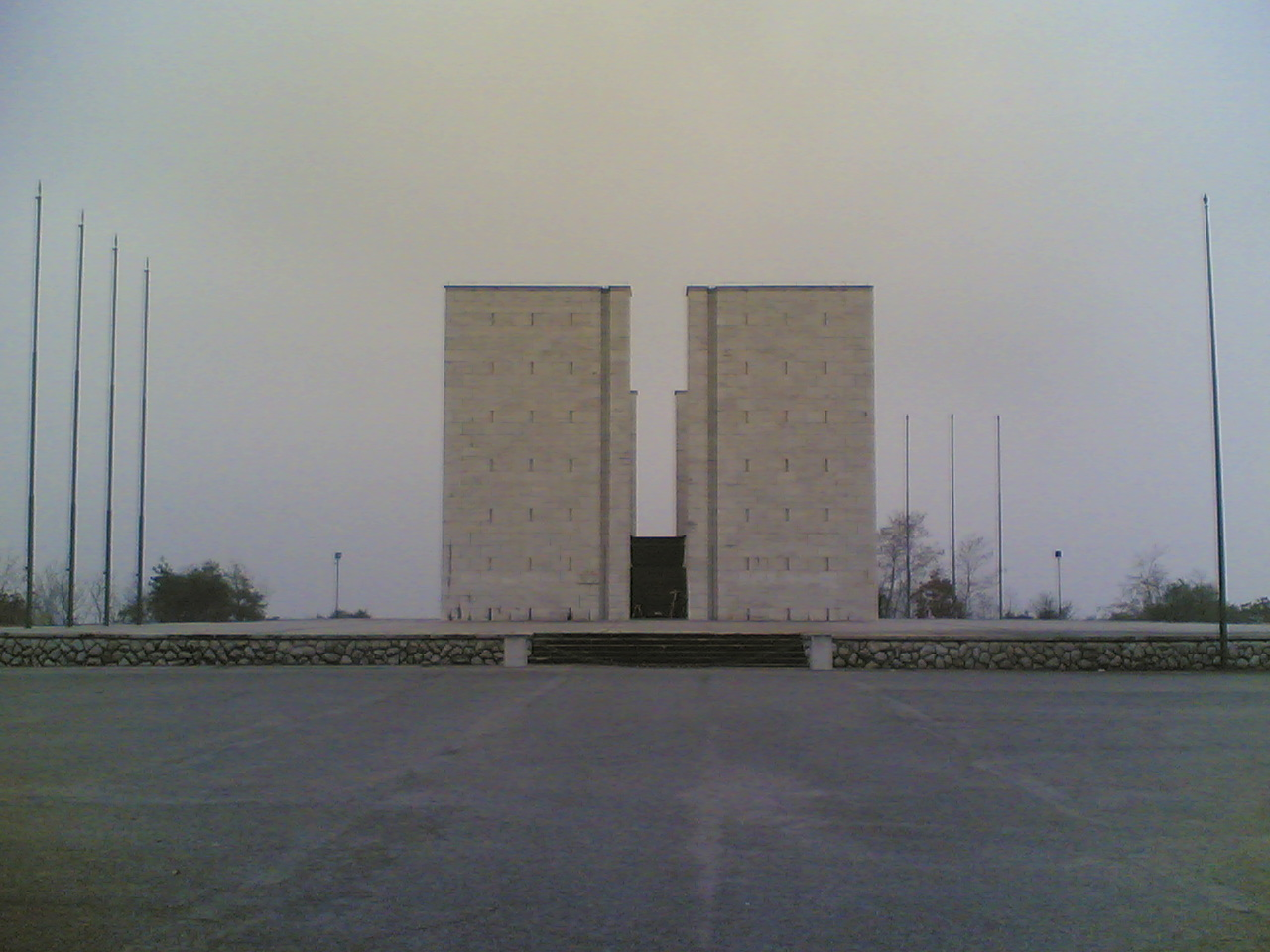
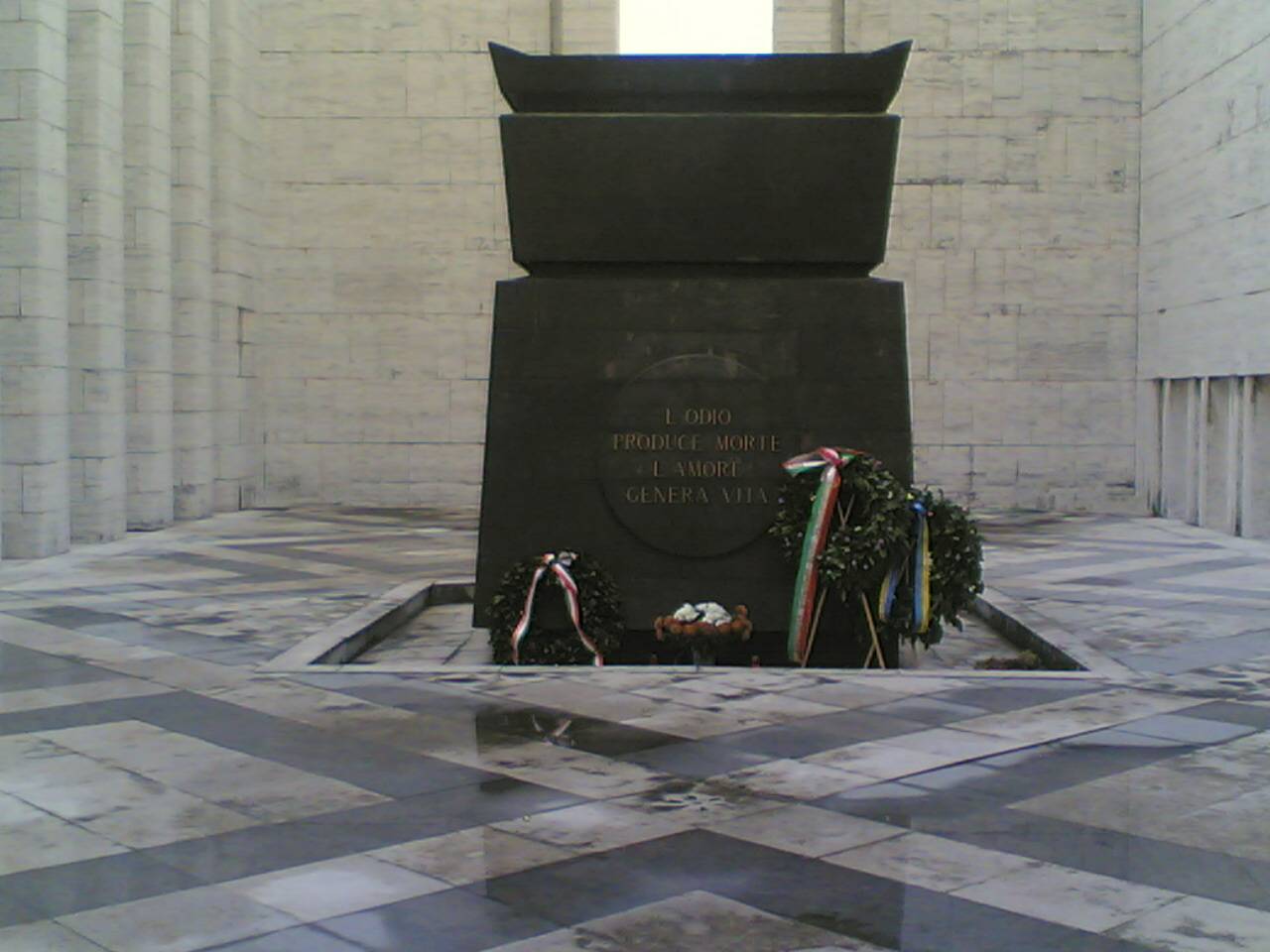

## 交通

### 道路
国道
- SS305  (it:Strada statale 305 di Redipuglia) 
〔コルモンス西方 - ボルニャノ〕 - ポンテ・スル・ヴェルサ - 〔マリアーノ・デル・フリウーリ - グラディスカ・ディゾンツォ〕

県道
- SP6 :〔ボルニャノ〕 - メデーア - 〔ヴェルサ〕
- SP7 : メデーア - 〔フラッタ〕
- SP27 : 〔メデウッツァ〕 - メデーア西方

コムーネの東端をSS305が南北に走る。SP6は、北東のボルニャノ（コルモンス南部）でSS305と分かれ、メデーア本村を経て、南西のヴェルサ（ロマンス・ディゾンツォ西部）でSS252と合流する。このほか、メデーア本村を中心に、東南へSP7がフラッタ（ロマンス・ディゾンツォ北部）、北へSP27がメデウッツァ（サン・ジョヴァンニ・アル・ナティゾーネ南部）とを結んでいる。